# Doxa
Doxa (em grego:  δόξα) é uma palavra grega que significa crença comum ou opinião popular e de onde se originaram as palavras modernas ortodoxo e heterodoxo. Utilizada pelos retóricos gregos como ferramenta para formação de argumentos através de opiniões comuns, a doxa (em oposição ao saber verdadeiro, episteme) foi utilizada pelos sofistas para persuadir as pessoas, levando Platão a condenar a democracia ateniense.
A palavra doxa ganhou novo sentido nos séculos III a.C. e I a.C quando os “setenta” (evdomikonta) sábios em Alexandria traduziram as escrituras hebraicas para o grego. Nessa tradução das Escrituras, chamada Septuaginta, a palavra hebraica para glória (kabot) foi traduzida para o grego como doxa. Essa tradução das Escrituras Hebraicas foi utilizada pela Igreja primitiva, sendo constantemente citada e utilizada pelos redatores do Novo Testamento. Os efeitos desse novo significado de “doxa” como “glória” são evidenciados pela utilização da palavra em todos os lugares do Novo Testamento e nos serviços de adoração da Igreja Ortodoxa Grega, que reflete os costumes ou práticas mais do que a opinião pessoal.

## Doxa na filosofia clássica
Platão costumava opor conhecimento à “doxa”, o que levou à clássica oposição de erro à verdade, cuja análise desde então se tornou um grande interesse na filosofia ocidental. Portanto, o erro é considerado no Ocidente como negatividade pura, a qual pode tomar várias formas, dentre elas a forma de ilusão. Desse modo, “doxa” pode ironicamente ser definida como a “falha do filósofo”. Na retórica clássica, ela é contrastada com “episteme”. Entretanto, Aristóteles utilizou o termo endoxa (crenças comumente sustentadas aceitas pelos sábios e pelos mais antigos e influentes retores) para reconhecimento das crenças da cidade. Endoxa é uma crença mais estável do que “doxa”, porque ela tem sido “testada” nos debates da pólis por algum interveniente. A utilização do termo endoxa pelo estagirita pode ser encontrada nas suas obras “Tópica” e “Retórica"...